# Xã Bearhouse, Quận Ashley, Arkansas
Xã Bearhouse (tiếng Anh: Bearhouse Township) là một xã thuộc quận Ashley, tiểu bang Arkansas, Hoa Kỳ. Năm 2010, dân số của xã này là 37 người.